# Renate Eco-Ramge
Renate Eco-Ramge (Francoforte sul Meno, 1935) è una saggista, grafica e designer tedesca naturalizzata italiana.

## Biografia
Nata a Francoforte sul Meno, dopo una laurea in educazione artistica e comunicazione visiva all'Universität der Künste Berlin, conosce e sposa nel 1962 Umberto Eco, con il quale ha avuto i figli Stefano e Carlotta.
Dal 1964, si occupa di didattica museale e dell'arte presso vari enti museali e universitari italiani. Ha insegnato nelle Facoltà di Architettura dell'Università di Palermo e del Politecnico di Milano. Ha pubblicato studi sull'educazione visiva e sul colore. Dal 1999 lavora come consulente per l'identità visiva per diversi musei e istituzioni culturali.
A lei si deve, tra le altre cose, lo sviluppo del concetto del Laboratorio del Loggiato della Pinacoteca di Brera a Milano.
Con Giovanni Anceschi e Giuseppe Gherpelli della Soprintendenza Archeologica di Pompei, ha messo a punto il “Modello metodologico di costruzione dell'identità comunicativa per i Beni culturali” di Pompei. Sempre con Giovanni Anceschi, è membro della Commissione del Ministero per i Beni e le Attività Culturali, per la quale ha prodotto il fascicolo “Comunicazione primaria per i musei”.

## Opere
- Colorare il cielo, Zanichelli, Bologna, 1981.
- Il rosso, Zanichelli, Bologna, 1982.
- Moyen Âge à Bologne: les merveilles d'une ville racontées par son musée, Provincia di Bologna, Assessorato alle Attività Culturali, Bologna, 1982.
- Come si fa e si legge una mostra, Giunti, Firenze, 1987.
- Gebrauchsanweisungen in: Zur Geschichte der Gebrauchsanleitung. Theorien - Methoden - Fakten, Hrsg. von Clemens Schwender Berlino/Berna/New York, 1999.
- A scuola col museo. Guida alla didattica artistica, Bompiani, Milano, 2002.